# One Raffles Quay
 Il One Raffles Quay  è un complesso di uffici situato a Raffles Place, il quartiere degli affari di Singapore. 

## Caratteristiche
Progettato da Kohn Pedersen Fox, One Raffles Quay (ORQ) è costituito da una Torre Nord di 50 piani e dalla Torre Sud di 29 piani. La Torre Nord, alta 245 metri, è il quinto edificio più alto della città. Il complesso è stato costruito appositamente per le società bancarie e finanziarie nell'agosto 2006. 
ORQ ospita banche internazionali come RBS, Barclays Capital, Credit Suisse, Deutsche Bank AG, Societe Generale Private Banking e UBS, nonché società di servizi professionali Thomson Reuters ed Ernst & Young e QBE Insurance.